# Relazioni bilaterali tra Liechtenstein e Stati Uniti d'America
Le relazioni bilaterali tra Liechtenstein e Stati Uniti d'America sono iniziate nel 1926 in seguito alla firma di un trattato.  Gli Stati Uniti non hanno un'ambasciata in Liechtenstein, nonostante ciò l'ambasciatore in Svizzera è accreditato anche per il Liechtenstein. Quest'ultimo Stato, tuttavia, ha un'ambasciata negli Stati Uniti, situata a Washington.

## Storia

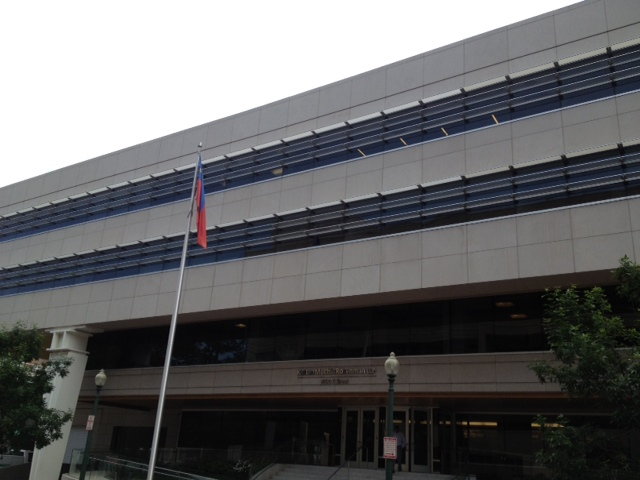
Ambasciata del Liechtenstein a Washington, Stati Uniti.

Le relazioni diplomatiche sono state stabilite ufficialmente nel 1997. Nel 2002, i rappresentanti di entrambi i paesi hanno firmato un trattato di mutua assistenza legale incentrato sulla lotta congiunta contro il riciclaggio di denaro e altre attività bancarie illegali.